# Eruv

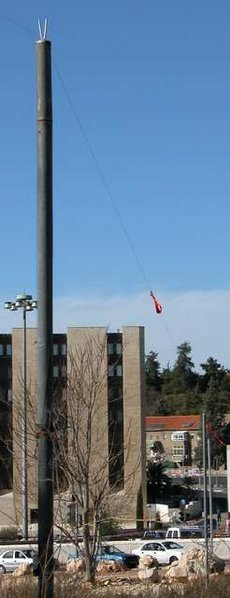
Un eruv alrededor de una comunidad en Jerusalén.

Un eruv (en hebreo עירוב, mezcla, asociación, reunión, plural eruvim) es una demarcación construida por las comunidades judías con el propósito de poder cargar objetos de un lugar a otro durante Shabbat y otras festividades judías sin transgredir la Halajá o Ley Judía.
Ver además: Actividades prohibidas durante Shabbat
El eruv permite que los judíos observantes puedan cargar y transportar, entre otras cosas, llaves, medicinas, bastones, muletas e incluso bebés, tanto en brazos como en un coche de niño o carriola. La existencia o no de un eruv en una comunidad judía, define de manera dramática la vida de aquellas personas con movilidad reducida, con bebés, o responsables de cuidar niños pequeños.

## Composición del Eruv
Un eruv se compone de dos elementos primordiales, a saber:
1. Un cerco físico que hace al área demarcada el equivalente a un "dominio privado" y delimitado con "portones" hechos con alambres que se ajustan al cableado de servicio público de la zona;
2. Una "comida común".[2] que simbólicamente une a todos los hogares judíos en el área en un solo hogar. Estas comidas comunitarias hacen referencia a alguna festividad judía, como Shabbat, Pésaj o Shavuot.

Un eruv puede agrupar un grupo de edificaciones o incluso bajo ciertas condiciones, todo un barrio o como en Israel, una ciudad entera.

## Eruvim en el mundo
Desde el año 2004, el barrio caraqueño de La Florida dispone de un eruv para uso de la comunidad judía. Desde el año 2008, la ciudad de Viena tiene su eruv, el cual sirve a una comunidad de 7000 personas.
En Santiago de Chile existe un Eruv en la comuna de Lo Barnechea. En la ciudad de Montevideo, Uruguay, existe un eruv desde el año 2018, el cual fue autorizado por la Intendencia de Montevideo. Cubre los barrios de Pocitos, Buceo y Punta Carretas. También está prevista la construcción de un eruv en la península de Punta del Este para el año 2021.